# Мейерс, Энн (баскетболистка)
Энн Элизабет Мейерс (англ. Ann Elizabeth Meyers, в замужестве Дрисдейл, англ. Drysdale; род. 26 марта 1955, Сан-Диего, Калифорния) — американская баскетболистка, игравшая на позиции атакующего защитника, а впоследствии спортивный комментатор и администратор. Чемпионка мира (1979) и Панамериканских игр (1975), серебряный призёр Олимпийских игр 1976 года со сборной США. Первая женщина, подписавшая контракт в НБА, обладательница ряда наград американского студенческого и женского профессионального баскетбола, член Международного зала славы женского спорта (1985), Зала славы баскетбола (1993) и Зала славы ФИБА (2007).

## Биография

### Детство и начало спортивной карьеры
Родилась в 1955 году в Сан-Диего в семье Роберта Мейерса (Майоровского) и Патрисии Мейерс (в девичестве Берк). Помимо Энн, в семье было ещё пять дочерей и пять сыновей. Большую часть детства провела в Уитоне (Иллинойс), где посещала католическую школу, но в 13 лет вместе с семьёй переехала обратно в Калифорнию. Отец, бывший разыгрывающий защитник баскетбольной сборной Университета Маркетта в Милуоки и профессионального клуба «Милуоки Шутинг Старз», и мать поощряли занятия детей спортом; один из братьев Энн, Дэйв, впоследствии стал двукратным чемпионом NCAA по баскетболу в составе команды «УКЛА Брюинз» и с 1975 по 1980 год выступал за клуб НБА «Милуоки Бакс».
С 13 лет Энн играла в баскетбольном клубе Любительского спортивного союза, куда пришла вслед за старшей сестрой Патти. Она занималась также софтболом, хоккеем на траве, теннисом, лёгкой атлетикой, волейболом и бадминтоном, в сумме за годы учёбы в старших классах завоевав 13 наград самому ценному члену команды, но в баскетболе добилась наиболее заметных успехов, в общей сложности одержав со сборной школы 80 побед при 5 поражениях. В последнем классе стала первой в истории баскетбола в США школьницей, включённой во взрослую сборную страны.

### Университетские годы, сборная США и профессиональный баскетбол
Во время учёбы Энн в старших классах в законодательстве США появился так называемый Раздел IX, запрещавший дискриминацию по половому признаку; одним из следствий этого стало развитие женского спорта в американских вузах. При помощи Дэйва Энн получила спортивную стипендию на обучение в Калифорнийском университете в Лос-Анджелесе на все четыре года учёбы, став первой такой стипендиаткой в истории женского вузовского спорта в стране. На протяжении всех четырёх лет учёбы в 1974—1978 годах она входила в баскетбольную сборную университета, в двух сезонах играла за его волейбольную сборную и один год выступала за его легкоатлетическую команду (выиграв с ней в 1975 году национальное первенство, где соревновалась в прыжках в высоту и пятиборье).
Уже в первый год учёбы Мейерс была лидером баскетбольной команды университета по набранным очкам, подборам и результативным передачам и стала единственной первокурсницей, включённой в символическую любительскую сборную США (англ. All-American). Она включалась в этот список и в следующие три года. В последний год учёбы привела «Брюинз» к званию чемпионок Ассоциации межвузовского спорта для женщин (AIAW) и была удостоена Приза Хонды как лучшая студентка-баскетболистка и Кубка Бродерика как лучшая студентка-спортсменка года вне зависимости от вида спорта. По ходу этого сезона она стала первым игроком баскетбольного I дивизиона (как среди женщин, так и среди мужчин), сделавшим квадрупл-дабл: 18 февраля 1978 года она набрала за одну игру 20 очков, 14 подборов, 10 результативных передач и 10 перехватов. К моменту окончания учёбы Мейерс принесла команде 1695 очков и сделала 819 подборов (соответственно 17,4 и 8,4 за игру), ей принадлежали 12 из 13 баскетбольных рекордов университета, причём её рекорды по перехватам за сезон (125) и за вузовскую карьеру (403) не были побиты вплоть до 2020-х годов.
В годы учёбы в университете играла также за сборную США, с которой в 1975 году завоевала золото на Панамериканских играх в Мехико. На следующий год стала со сборной вице-чемпионкой Олимпийских игр в Монреале, а в 1977 году повторила этот результат на Универсиаде в Софии.
В 1978 году, в год, когда Мейерс окончила университет со степенью по социологии, в США была создана Женская профессиональная баскетбольная лига, и защитница из Лос-Анджелеса была выбрана на её первом драфте клубом «Хьюстон Энджелс» под общим первым номером. Однако баскетболистка отказалась переходить в профессиональный спорт, рассчитывая со сборной США поучаствовать в ещё одной Олимпиаде, куда на тот момент допускались только спортсмены-любители. Поэтому она продолжала играть в командах Любительского спортивного союза. В 1979 году Мейерс со сборной США выиграла чемпионат мира в Сеуле; турнир из-за места проведения бойкотировала сборная СССР, и в итоге американки завоевали свой первый мировой титул с 1957 года. Позже в том же году Мейерс была выбрана знаменосцем команды США на Панамериканских играх в Пуэрто-Рико, на которых американские баскетболистки в итоге остались вторыми.
По ходу 1979 года Мейерс всё же подписала профессиональный контракт, завершив любительскую карьеру и отказавшись от планов участия в Олимпийских играх, однако этот контракт был подписан с мужским клубом «Индиана Пэйсерс», выступавшим в НБА. Контракт предложил баскетболистке новый владелец этого клуба Сэм Насси, считавший, что умение Мейерс бросать издалека может помочь команде в лиге, где в это время вводился трёхочковый бросок. Она стала первой женщиной в истории, подписавшей контракт с клубом НБА как игрок, однако после трёх дней отбора ей не удалось войти в окончательный состав команды на следующий сезон. После этого Мейерс присоединилась к клубу ЖПБЛ «Нью-Джерси Джемз», с которым провела один сезон, по его окончании разделив звание самого ценного игрока лиги. Она приносила команде в среднем 22,2 очка за игру и возглавляла лигу по количеству перехватов.

### Дальнейшая карьера и семейная жизнь
С 1979 года участвовала в четырёх сезонах подряд мультиспортивного телевизионного шоу Women’s Superstars на канале ABC. В первом сезоне осталась четвёртой, после чего выигрывала три года подряд. На съёмках передачи познакомилась с Доном Дрисдейлом, телевизионным комментатором и бывшим питчером клуба «Лос-Анджелес Доджерс». Они поженились в 1986 году, в этом браке родились сыновья Дон-младший и Даррен и дочь Дрю. Дон Дрисдейл скончался в 1993 году, однако его вдова продолжает носить двойную фамилию.
Также с 1979 года начала карьеру спортивного комментатора. С начала 1980-х годов вела трансляции на ESPN с женских игр по волейболу, баскетболу и софтболу. В дальнейшем начала сотрудничать с сетями ABC, CBS и NBC, вела репортажи с женских баскетбольных турниров нескольких Олимпийских игр, начиная с 1984 года, а позже с матчей женской НБА (в том числе с самого первого матча новой лиги в 1997 году). В сезоне 1988/1989 годов вела также репортажи с игр мужской сборной Университета Лойола Мэримаунт.
В сентябре 2006 года назначена генеральным менеджером клуба женской НБА «Финикс Меркури», который уже на следующий год завоевал чемпионский титул. Позже занимала посты вице-президента «Меркури» и клуба НБА «Финикс Санз». В 2012 году выпустила книгу мемуаров «Ты дашь себя побить какой-то девчонке?» (англ. You Let Some Girl Beat You?).

## Признание заслуг
Помимо наград и званий, полученных в годы игровой карьеры, Энн Мейерс удостоена ряда наград и почётных званий после её окончания:
- Включена в списки Международного зала славы женского спорта (1985)[9].
- Включена в списки Зала славы баскетбола (1993), став первой женщиной в этих списках[7]. Поскольку Дон Дрисдейл был членом Национального зала славы бейсбола, они с Энн также стали первыми в истории супругами, включёнными в Залы славы своих видов спорта[2].
- Вошла в число первых членов Зала славы женского баскетбола (1999)[7].
- Вошла в число первых членов Зала славы ФИБА (2007)[7].
- Также является членом Зала спортивной славы Калифорнийского университета в Лос-Анджелесе (1988, первая женщина в его списках[10]), Залов спортивной славы Калифорнии (2009[11]) и Аризоны (2020[12]) и Национального польско-американского зала спортивной славы (2016[13]).
- Лауреат Премии прессы имени Рональда Рейгана от Спортивной академии Соединённых Штатов (2006)[1].
- Лауреат премии имени Джеральда Форда от NCAA за лидерские качества, проявленные в защите интересов вузовского спорта (2022)[5].

## Статистика выступлений

### Сборная США
| ЧМ 1975                                                                                 | 7 |  |       |      |  |  |  |  | 10/18 | 55,6 |     |     |     |     |     |  |  | 2,6 | 40 | 5,7 |
| ОИ 1976                                                                                 | 5 |  | 19/46 | 41,3 |  |  |  |  | 10/11 | 90,9 | 1,4 | 1,8 | 3,2 | 5,2 | 4,0 |  |  | 4,2 | 48 | 9,6 |
| ЧМ 1979                                                                                 | 6 |  |       |      |  |  |  |  | 7/8   | 87,5 |     |     |     |     |     |  |  | 2,3 | 41 | 6,8 |
| Наведите курсор мыши на аббревиатуры в заголовке таблицы, чтобы прочесть их расшифровку |   |  |       |      |  |  |  |  |       |      |     |     |     |     |     |  |  |     |    |     |